# Prémios Áquila de 2014
A 1ª Edição dos Prémios Áquila ocorreu a 30 de novembro de 2014, no Cinema São Jorge, em Lisboa. Os nomeados foram revelados no dia 28 de outubro de 2014, sendo posteriormente abertas as votações on-line ao público para escolher os vencedores.
A cerimónia foi apresentada por Filomena Cautela.

## Vencedores e nomeados
NotaOs vencedores estão destacados a negrito.

### Cinema
| Melhor filme | Melhor realizador |
| --- | --- |
| - 7 Pecados Rurais (Cinemate/Cinecool) - Eclipse em Portugal (Alexandre Cebrian Valente) - Os Maias (Ar de Filmes) - Seil Lá (MGM Filmes)              | - Nicolau Breyner, por 7 Pecados Rurais - Alexandre Cebrian Valente e Edgar Alberto, por Eclipse em Portugal - João Botelho, por Os Maias - Joaquim Leitão, por Sei Lá |
| Melhor ator principal | Melhor atriz principal |
| - João Paulo Rodrigues, em 7 Pecados Rurais - António Pedro Cerdeira, em Sei Lá - Graciano Dias, em Os Maias - Pedro Fernandes, em Eclipse em Portugal | - Melânia Gomes, em 7 Pecados Rurais - Leonor Seixas, em Sei Lá - Maria Flor, em Os Maias - Sofia Ribeiro, em Eclipse em Portugal                                      |
| Melhor ator secundário | Melhor atriz secundária |
| - João Perry, em Os Maias - Adriano Luz, em Os Maias - José Raposo, em 7 Pecados Rurais - Pedro Inês, em Os Maias                                      | - Rita Blanco, em Os Maias - Ana Moreira, em Os Maias - Catarina Wallenstein, em Os Maias - Maria João Pinho, em Os Maias                                              |

#### Filmes com múltiplas nomeações e prémios
| Nomeações | Filmes              |
| --------- | ------------------- |
| 11        | Os Maias            |
| 5         | 7 Pecados Rurais    |
| 4         | Eclipse em Portugal |
| 3         | Sei Lá              |

| Prémios | Filmes           |
| ------- | ---------------- |
| 4       | 7 Pecados Rurais |
| 2       | Os Maias         |

### Televisão
| Melhor série, minissérie ou telefilme | Melhor telenovela |
| --- | --- |
| - Bem-Vindos a Beirais (SP Televisão) - Mulheres de Abril (Hop Filmes) - Nada Tenho de Meu (Jumpcut) - Os Filhos do Rock (Stopline Films) | - Sol de Inverno (SP Televisão) - Belmonte (Plural Entretainment) - Mar Salgado (SP Televisão) - O Beijo do Escorpião (Plural Entretainment)              |
| Melhor ator principal | Melhor atriz principal |
| - Filipe Duarte, em Belmonte - Eduardo Frazão, em Os Filhos do Rock - Ivo Canelas, em Os Filhos do Rock - Marco d'Almeida, em Belmonte    | - Dalila Carmo, em O Beijo do Escorpião - Ana Bustorff, em Mulheres de Abril - Anabela Moreira, em Os Filhos do Rock - Maria João Luís, em Sol de Inverno |
| Melhor ator secundário | Melhor atriz secundária |
| - Rui Neto, em Sol de Inverno - Afonso Pimentel, em Mulheres - Albano Jerónimo, em Os Filhos do Rock - João Cabral, em Água de Mar        | - Dalila Carmo, em Os Filhos do Rock - Ana Nave, em Sol de Inverno - Inês Castel-Branco, em Mar Salgado - Sara Barros Leitão, em Mulheres de Abril        |

#### Programas de ficção com múltiplas nomeações e prémios
| Nomeações | Programa de ficção   |
| --------- | -------------------- |
| 6         | Os Filhos do Rock    |
| 4         | Sol de Inverno       |
| 3         | Belmonte             |
| 3         | Mulheres de Abril    |
| 2         | O Beijo do Escorpião |
| 2         | Mar Salgado          |

| Prémios | Programa de ficção |
| ------- | ------------------ |
| 2       | Sol de Inverno     |

### Prémios especiais
Os prémios especiais são apenas votados pela comissão extraordinária dos Prémios Áquila e premiam em três categorias: revelação (Prémio Condor), carreira (Prémio Fénix) e papel no setor (Prémio Excelsior).

#### Prémio Condor
- Ruben Alves (cineasta, ator)

#### Prémio Fénix
- Rita Blanco (atriz)

#### Prémio Excelsior
- Fundação Calouste Gulbenkian (pelo apoio ao cinema e ao audiovisual)